# Моя стежина
Моя стежина — пісня на вірші Андрія Малишка, композитор Платон Майборода.
Вірш «Чому, сказати, й сам не знаю», на який пізніше була написана пісня, увійшов до збірки ліричних віршів з назвою «Дорога під яворами» (1963).
Пісня прозвучала у кінофільмі Абітурієнтка (1973).

## Слова
Чому, сказати, сам не знаю, 

Живе у серці стільки літ

Ота стежина в нашім краї, 

Одним одна біля воріт.

Ота стежина у нашім краї

Одним одна біля воріт.

Де ти, моя стежино, 

Де ти, моя стежино?

Ота стежина в нашім краї

Одним одна, одним одна

Біля воріт.

Дощами мита, перемита, 

Снігами знесена у даль, 

Між круглих соняхів із літа

Мій ревний біль і ревний жаль.

Між круглих соняхів із літа

Мій ревний біль, мій ревний біль

І ревний жаль.

Де ти, моя стежино, 

Де ти, моя стежино?

Між круглих соняхів із літа

Мій ревний біль, мій ревний біль

І ревний жаль.

Моя надієчко, я знаю, 

Мій крик життя на цілий світ, 

Ота стежина в ріднім краї

Одним одна біля воріт.

Ота стежина в ріднім краї

Одним одна, одним одна

Біля воріт.

Де ти, моя стежино, 

Де ти, моя стежино?

Ота стежина в ріднім краї

Одним одна, одним одна

Біля воріт.